# アルピーヌ・A522
アルピーヌ・A522 (Alpine A522) は、アルピーヌが2022年のF1世界選手権参戦用に開発したフォーミュラ1カーである。

## スペック
- 名称: アルピーヌ A522
- シャシー構成: アルピーヌF1チーム カーボンファイバー&アルミニウム・ハニカムコンポジットモノコック、ルノー・E-Tech 20B パワーユニット搭載（ストレスメンバー）
- サスペンション
  - フロント: カーボンファイバー製ウイッシュボーン/プッシュロード式インボードロッカートーションバー（トップ&ボトム・ウィッシュボーン）
  - リア: カーボンファイバー製上下ウイッシュボーン/プルロッド式トーションバー&横置きダンパーユニット
- ホイール: O・Z マグネシウム製
- トランスミッション: セミオートマチック・シーケンシャル電子制御（クイックシフト） 8速＋リバース1速 カーボンファイバー製メインケース
- 燃料システム: ケブラー強化ラバー燃料タンク ATL製
- エレクトロニクス: MES-マイクロソフト スタンダードECU
- ブレーキシステム: ブレンボ カーボンディスク、パッド、キャリパー、マスターシリンダー
- タイヤ: ピレリ
- コクピット: カーボンコンポジット製着脱式シート/6点式シートベルト/パドルシフト、クラッチパドル、およびDRS付きステアリング

### パワーユニット

#### エンジン
- 名称: ルノー E-Tech RE22
- 排気量: 1,600cc
- 最高回転数: 15,000rpm(レギュレーションで規定)
- ターボチャージャー：シングルターボ、ブースト圧無制限（5bar）
- 最大燃料流量：100kg/h
- 最大燃料容量：110kg
- バンク角: 90度
- 気筒数: V型6気筒
- ボア: 80mm
- ストローク: 53mm
- クランクの高さ: 90mm
- バルブ数: 24（1気筒あたり4バルブ）
- 燃料噴射: 直接噴射

#### エネルギーリカバリーシステム(ERS)
- MGU-K
  - 最高回転数: 50,000rpm
  - 最大出力: 120kW
  - 最大エネルギー回生量: 2MJ（1周あたり）
  - 最大エネルギー放出量: 4MJ（1周あたり）
- MGU-H
  - 回転数: 100,000rpm以上
  - エネルギー回生量: 無制限

#### パワーユニット概要
- 重量: 150kg（FIA既定の最低重量）
- コンポーネント: 3基 - 内燃機関（エンジン,ICE）/ターボチャージャー(TC)/MGU-H/MGU-K、2基 - エナジーストア(ES)/コントロールエレクトロニクス(CE)
- パワー: 950hp以上[1]

## 記録
（key）
| 年   | No.   | ドライバー | BHR | SAU | AUS | EMI | EMI | MIA | ESP | MON | AZE | CAN | GBR | AUT | AUT | FRA | HUN | BEL | NED | ITA | SIN | JPN | USA | MXC | SÃO | SÃO | ABU | ポイント | ランキング |
| ---- | ----- | ---------- | --- | --- | --- | --- | --- | --- | --- | --- | --- | --- | --- | --- | --- | --- | --- | --- | --- | --- | --- | --- | --- | --- | --- | --- | --- | -------- | ---------- |
| 2022 | 14    | アロンソ   | 9   | Ret | 17  | 9   | Ret | 11  | 9   | 7   | 7   | 9   | 5   | DNS | 10  | 6   | 8   | 5   | 6   | Ret | Ret | 7   | 7   | 19† | 18  | 5   | Ret | 173      | 4位        |
| 2022 | 31    | オコン     | 7   | 6   | 7   | 16  | 14  | 8   | 7   | 12  | 10  | 6   | Ret | 6   | 5   | 8   | 9   | 7   | 9   | 11  | Ret | 4   | 11  | 8   | 17  | 8   | 7   | 173      | 4位        |
| 2022 | 出典: |            |     |     |     |     |     |     |     |     |     |     |     |     |     |     |     |     |     |     |     |     |     |     |     |     |     |          |            |

- † 印はリタイアだが、90%以上の距離を走行したため規定により完走扱い。